# مروان أبو راس
مروان محمد عايش أبو راس (ولد في 12 يوليو 1958 في غزة) داعية، ونائب في المجلس التشريعي الفلسطيني. ورئيس لرابطة علماء فلسطين، والد الشهيد القسامي عاصم مروان أبو راس . متزوج وأب لـ 4 أبناء و 3 بنات.

## الدراسة والتعليم
- البكالوريوس من كلية الدعوة وأصول الدين- الجامعة الإسلامية في المدينة المنورة، المملكة العربية السعودية.
- الماجستير من قسم التفسير – كلية الشريعة – الجامعة الأردنية في الأردن.
- الدكتوراه من شعبة الدراسات الإسلامية – كلية الآداب والعلوم الإنسانية – جامعة محمد الخامس ، الرباط ، المغرب.

## أعمال وعضويات
- عمل سابقاً معيدا في الجامعة الإسلامية بغزة في كلية اصول الدين.
- كان سابقا رئيس رابطة علماء فلسطين.
- نائب عن غزة، عضو المجلس التشريعي الفلسطيني عن كتلة التغيير والإصلاح.
- عضو الاتحاد العالمي لعلماء المسلمين.
- عضو مجلس أمناء مؤسسة القدس الدولية.

معيد في قسم التفسير وعلوم القرآن بكلية أصول الدين بالجامعة الإسلامية عام 1982 م.
- رئيس مركز القرآن الكريم والدعوة بالجامعة الإسلامية بغزة سابقا.
- كان نائب عميد كلية أصول الدين بالجامعة الإسلامية من عام 1998- 2002 م .
- عمل عميد الدراسات المسائية بالجامعة الإسلامية عام 1996- 1997 م .
- شارك في إعادة تأسيس رابطة علماء فلسطين عام 2002م ثم عضواً في الرابطة في نفس الفترة .

## نجله شهيد قسامي
ابنه عاصم كان جنديا في صفوف كتائب القسام وعضواً بارزاً في وحدة التصنيع القسامية. استشهد يوم الجمعة 16/7/2005 مع مجموعة من المجاهدين في حي تل الإسلام جنوب غرب غزة، بعد غارة غادرة نفذتها طائرة استطلاع صهيونية.